# Championnat britannique des voitures de tourisme 1969
Le Championnat britannique des voitures de tourisme 1969 était la 12e saison du championnat britannique des voitures de tourisme, remporté par l'irlandais Alec Poole. Le championnat a débuté à Brands Hatch le 16 mars 1969 et s'est terminé sur le même circuit le 19 octobre 1969.

## Calendrier
| Manche | Circuit        | Date          | Pilote vainqueur | Ecurie vainqueur      | Voiture vainqueur    |
| ------ | -------------- | ------------- | ---------------- | --------------------- | -------------------- |
| 1      | Brands Hatch   | 16 mars       | Roy Pierpoint    | Bill Shaw Racing      | Ford Falcon Sprint   |
| 2      | Silverstone    | 30 mars       | Frank Gardner    | Alan Mann Racing      | Ford Escort TC       |
| 3      | Snetterton     | 4 avril       | Roy Pierpoint    | Bill Shaw Racing      | Ford Falcon Sprint   |
| 4      | Thruxton       | 7 avril       | Roy Pierpoint    | Bill Shaw Racing      | Ford Falcon Sprint   |
| 5      | Silverstone    | 17 mai        | Roy Pierpoint    | Bill Shaw Racing      | Ford Falcon Sprint   |
| 6 A-B  | Crystal Palace | 26 mai        | Gordon Spice     | Britax-Cooper-Downton | Morris Mini Cooper S |
| 6 C-D  | Crystal Palace | 26 mai        | Frank Gardner    | Alan Mann Racing      | Ford Escort TC       |
| 7 A-B  | Mallory Park   | 29 juin       | Gordon Spice     | Britax-Cooper-Downton | Morris Mini Cooper S |
| 7 C-D  | Mallory Park   | 29 juin       | Rod Mansfield    | Team Diamond          | Ford Escort TC       |
| 8      | Croft          | 12 juillet    | Roy Pierpoint    | Bill Shaw Racing      | Chevrolet Camaro     |
| 9      | Silverstone    | 19 juillet    | Roy Pierpoint    | Bill Shaw Racing      | Chevrolet Camaro     |
| 10     | Oulton Park    | 16 août       | Dennis Leech     |                       | Ford Falcon Sprint   |
| 11     | Brands Hatch   | 1er septembre | Dennis Leech     |                       | Ford Falcon Sprint   |
| 12     | Brands Hatch   | 19 octobre    | Frank Gardner    | Alan Mann Racing      | Ford Escort TC       |

## Classement final

### Pilotes
| Championnat pilotes | Championnat pilotes | Championnat pilotes      | Championnat pilotes       | Championnat pilotes |
| Pos.                | Pilote              | Voiture                  | Ecurie                    | Points              |
| ------------------- | ------------------- | ------------------------ | ------------------------- | ------------------- |
| 1                   | Alec Poole          | Austin Mini Cooper S 970 | Equipe Arden              | 76                  |
| 2                   | Chris Craft         | Ford Escort 1300 GT      | Team Broadspeed           | 67                  |
| 3                   | Frank Gardner       | Ford Escort TC           | Alan Mann Racing          | 58                  |
| 4                   | Mike Crabtree       | Ford Escort TC           | John Willment Automobiles | 54                  |
| 5                   | Gordon Spice        | Morris Mini Cooper S     | Britax-Cooper-Downton     | 47                  |
| 6                   | Rob Mason           | Austin Mini Cooper S 970 | Don Moore                 | 46                  |